# Luis Humberto Gómez Gallo
Luis Humberto Gómez Gallo (Ibagué, 26 de junio de 1962- ibídem, 25 de diciembre de 2013) fue un ingeniero y político colombiano.
Fue miembro del Partido Conservador. Graduado como ingeniero industrial por la Universidad Católica de Colombia, fue especialista en administración financiera Universidad EAN y derecho constitucional (Universidad Externado de Colombia). Resultó elegido por elección popular para integrar el Senado de Colombia en los periodos de 1994-1998, 1998-2002, 2002-2006 y 2006-2010. Además fue presidente del Senado de la República de Colombia. En mayo de 2011 fue condenado a nueve años de prisión por sus vínculos con grupos paramilitares. Estuvo casado con Claudia Zuleta Murgas, hija del cantante Poncho Zuleta. Falleció en diciembre de 2013 a causa de un infarto.

## Carrera profesional
Gómez Gallo, tras ocupar la Secretaría de Obras Públicas de Tolima y un escaño en el Concejo de Ibagué (1988-1994) por el Partido Conservador, dio el salto a la política nacional como senador en 1994. Resultó reelegido en 1998, 2002 y 2006, convirtiéndose en una de las figuras más prominentes y de mayores perspectivas en su partido. Fue presidente de la Comisión Primera entre 2003 y 2004 y del Senado entre 2004 y 2005. Estuvo casado con Carolina Peñuela Ramírez y con la exsenadora y expresidenta de la Cámara de Representantes Zulema Jattin Corrales.

## Congresista de Colombia
En las elecciones legislativas de Colombia de 1994, Gómez Gallo fue elegido senador de la república de Colombia. Posteriormente, en las elecciones legislativas de Colombia de 1998, 2002 y 2006, Gómez Gallo fue reelegido senador, con un total de 60.569, 72.724 y 46.897 votos respectivamente.

### Iniciativas
El legado legislativo de Luis Humberto Gómez Gallo se identificó por su participación en las siguientes iniciativas desde el congreso:
- Modificar el Código Penal, al crear un nuevo bien jurídico tutelado denominado la protección de la información.[6]
- Implementar el Sistema de Registro Transaccional de Semillas, Producción Agrícola, Agroindustrial (archivado).[7]
- Subsanar injusticias que en materia de ascensos se presentan en la Policía Nacional en detrimento de la carrera del personal de oficiales, nivel ejecutivo y suboficiales (sancionado como ley).[8]
- Establecer disposiciones de renovación institucional e inclusión de la juventud colombiana en la política a nivel local (archivado).[9]
- Declarar patrimonio histórico y cultural de la Nación al Colegio San Simón de la ciudad de Ibagué (archivado).[10]
- Dictar normas que otorgan nuevos instrumentos a los usuarios de servicios públicos para proteger sus derechos.[11]

### Vínculos con paramilitares
En 2007 se abrió una investigación contra Gómez Gallo por parte de la Corte Suprema de Justicia en el marco del escándalo de la parapolítica. Al senador se le vinculaba al proceso por su presunta relación con el narcotraficante Eduardo Restrepo Victoria, alias "El Socio", quien fuera el creador del Bloque Tolima de la Autodefensas Unidas de Colombia. Fue vinculado al proceso y detenido el 10 de diciembre de 2007; su detención se produjo horas después de que "El Socio" fuera extraditado a los Estados Unidos; según los magistrados de la alta corte, existían documentos y testimonios que vinculaban a Gómez Gallo con el mencionado narcotraficante.
Gómez Gallo renunció a su escaño en el Senado en mayo de 2008, por lo que su proceso pasó a la Fiscalía, que determinó que las pruebas no eran suficientes y ordenó su libertad el 12 de agosto de 2008. El 22 de diciembre de 2009 fue retenido de nuevo por las autoridades del país, bajo orden de la Corte Suprema de Justicia.
El 25 de mayo de 2011 fue condenado a nueve años de cárcel por la sala penal de la Corte Suprema de Justicia, tras encontrarlo culpable del delito de concierto para delinquir. En abril de 2013 le fue concedida libertad condicional tras purgar en prisión tres quintas partes de la condena.

## Carrera política
Su trayectoria política se ha identificado por:

### Partidos políticos
A lo largo de su carrera representó a los siguientes partidos:
| Partido político                                     | Fecha inicio             | Fecha fin                |
| Partido Conservador                                  | 15 de septiembre de 2009 | 19 de julio de 2010      |
| Partido Conservador-Movimiento de Salvación Nacional | 20 de julio de 2006      | 14 de septiembre de 2009 |
| Partido Conservador                                  | 20 de julio de 1998      | 19 de julio de 2006      |

### Cargos públicos
Entre los cargos públicos ocupados por Luis Humberto Gómez Gallo, se identifican:
| Cargo público           | Partido político    | Fecha inicio        | Fecha fin           |
| Senador de la República | Partido Conservador | 20 de julio de 2006 | 28 de mayo de 2008  |
| Senador de la República | Partido Conservador | 20 de julio de 2002 | 19 de julio de 2006 |
| Senador de la República | Partido Conservador | 20 de julio de 1998 | 19 de julio de 2002 |
| Senador de la República | Partido Conservador | 20 de julio de 1994 | 19 de julio de 1998 |

| Predecesor: Germán Vargas Lleras | Presidente del Senado de la República de Colombia 20 de julio de 2004 - 20 de julio de 2005 | Sucesor: Claudia Blum |